# Wrestling

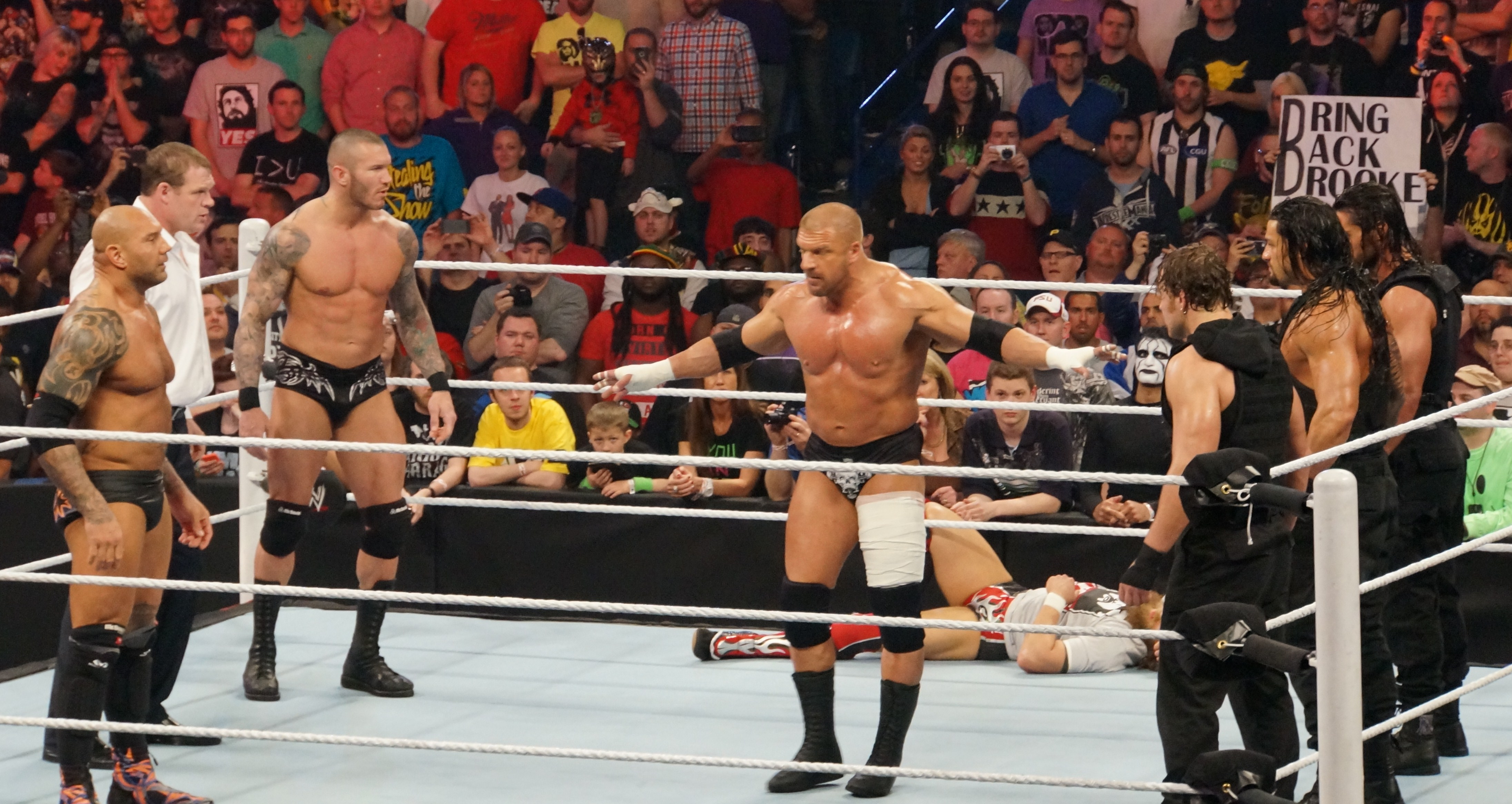
Wrestlingový zápas - Shield vs Evolution

Profesionální wrestling (česky: profesionální zápas, wrestling nebo zkráceně pro wrestling/profi wrestling) je soutěžní profesionální aktivita, kde průběh a výsledky zápasů jsou předem domluvené a zápasníci mají nacvičenou choreografii. Wrestling obsahuje prvky sportu a souboje a je oblíbenou zábavou po celém světě, ale nejrozšířenější je v USA, Kanadě, Japonsku a Mexiku. Od 60. do 70. let minulého století byl velmi populární i v Brazílii, kde byl vysílán v programu Telecatch. Přestože wrestling začínal jako pouťová a cirkusová atrakce, jedná se dnes o multimiliardový průmysl, který vydělává na lístcích, smlouvách s televizemi, výrobcích DVD a pay-per-view (pořady, kde se platí za zhlédnutí).
Největší wrestlingovou společností je World Wrestling Entertainment (WWE) (dříve World Wrestling Federation) (WWF), která na přelomu tisíciletí odkoupila většinu své konkurence – například WCW a ECW. Dalšími známými wrestlingovými společnostmi jsou All Elite Wrestling (AEW), Total Nonstop Action Wrestling (TNA), Ring of Honor (ROH), New Japan Pro-Wrestling (NJPW) a Lucha Underground. Existují vývojová střediska, která slouží k postupu talentů do hlavního rosteru WWE a TNA. Příklady takových vývojových středisek jsou NXT a OVW.
O wrestlingu bylo natočeno také několik dokumentů, třeba Beyond the Mat, Wrestling with Shadows, Bloodstained Memoirs a Wrestler. Úvahou nazvanou Svět wrestlingu začíná významná kniha Rolanda Barthese – Mytologie, tvořená zamyšlením se nad některými dobovými aspekty konzumní zábavy.
V roce 2008 byl o natočen film Wrestler, hráli v něm i známí wrestleři, jako například Cesaro nebo Ron Killings.
V roce 2023 vyšel film o wrestlingových bratrech Von Erichových, s názvem Železní bratři.

## Styly
- Sportovní zábava – kombinuje zajímavé charaktery a dramatické příběhy, s menším důrazem na sport. Tento styl je prezentován hlavně WWE a TNA a je nejpopulárnější.
- Jižní styl – Upřednostňuje tradiční roli hrdiny a padoucha. Byl populární ve 20. století v Jižní Americe. Tento styl měla NWA a v počátcích také WCW.
- Puroresu – silový typ wrestlingu. Podobný MMA. Prezentován New Japan Pro Wrestling a Universal Wrestling Federation.
- Hardcore – vyznačuje se vysokou mírou brutality. Používá hodně zbraní. Nejslavnější federace, která používala tento styl, byla původní ECW. V současnosti ho používá hlavně CZW. Hardcore wrestling ve větší míře v CZW se nazývá Ultraviolence.
- Lucha libre (česky volný boj) – mexický styl, který je rychlý a je v něm používáno hodně letových chvatů. Má také prvky sportovní zábavy (masky a malí wrestleři). Klade se zde důraz na atletickou zdatnost.

Některé federace se zaměřují jen na jeden styl, u jiných se styly prolínají.

## Pravidla
Pravidla jsou různorodá a často se mění. U zápasů dochází často k tzv. stipulation, což je upravení pravidel. Níže jsou popsána základní pravidla, která se mohou ve federacích mírně lišit, protože neexistuje žádný řídící orgán.

### Ukončení zápasu
- Pinfall – odpinování (v češtině někdy také odpočítání) – držení protivníka lopatkami na zemi po 3 sekundy (vzácně 5)
- Submission – donutit soupeře se vzdát
- DQ – diskvalifikace – použití zbraně nebo nedovoleného chvatu
- Countout – když je soupeř moc dlouho mimo ring (10 sekund)

Tato pravidla neplatí vždy, například často jsou zápasy bez diskvalifikace, časových limitů mimo ring i odpinování. Například v zápase Steel Cage je cesta k vítězství opustit železnou klec nebo odpočítat soupeře, nebo v Last Man Standing zápase je nutné dát soupeři KO.

## Příběhy (storyline)
Wrestling není jenom o zápasení, ale i o příbězích. Některé příběhy byly kontroverzní – například když zemřel Eddie Guerrero. Nebo v srpnu 2023 při smrti zápasníka Braye Wyatta.

## WrestleMania

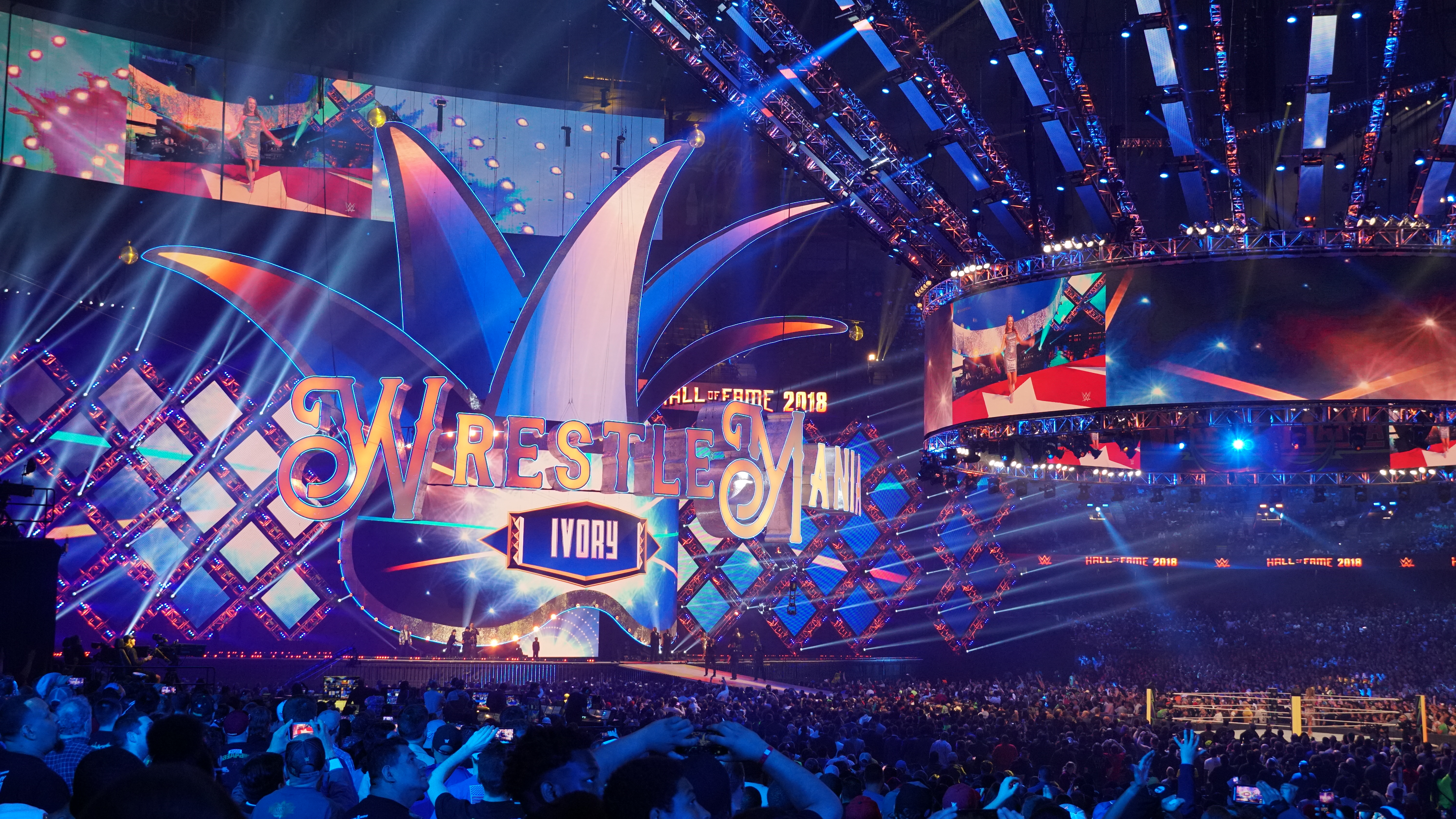
Wrestlemania 34 v New Orleans

Je to největší událost roku ve WWE. Je to také nejdéle běžící wrestlingová show. Účastnila se jí také spousta celebrit jako Muhammad Ali, Mr. T, Alice Cooper, Lawrence Taylor, Pamela Anderson, Mike Tyson, Donald Trump, Floyd „Money“ Mayweather, Snoop Dogg, Raven-Symoné, Kim Kardashian a Jake Paul. Největší návštěvnost měla WrestleMania XXXII se 101 763 fanoušky. Na WrestleManii v roce 2017 se účastnil zápasu bývalý basketbalista Shaquille O'Neal. Následně i Bad Bunny, na Wrestlemanii XL měl zápas Logan Paul, objevili se zde i twitch streameři KSI a IShowSpeed.

## Backyard
Backyard je amatérský wrestling, provozovaný převážně dětmi, které chtějí napodobovat profesionální wrestlery.

## Wrestling v Česku
V České republice působí wrestlingová společnost VcV Original Wrestling. Mají každý měsíc pravidelnou show PPV a v únoru největší akci Megashow. Každý týden mají internetovou show na YouTube Koluje nám online. Dále v Česku působí společnost Art of Wrestling, její působení se oživilo v roce 2024.
V českých zemích byl zápas siláků již v minulých stoletích součástí různých cirkusů nebo poutí. Rozhodně se však nejednalo o populární sport. Moderní wrestling se začal v České republice šířit až když začalo být možné jej sledovat v zahraničních médiích. V devadesátých letech bylo v ČR možné sledovat TNN, kde běželo WCW, a začala se tvořit základna fanoušků. Později byl na TV3 vysílán WWE SmackDown, což pomohlo dalšímu rozšiřování. Nejvíce lidí ale začalo sledovat wrestling až po rozšíření vysokorychlostního internetu. V současné době spousty fanoušků přibývají. Dne 11. 6. 2009 bylo v České republice poprvé živé vystoupení profesionálního wrestlingu, když se v Tesla Areně uskutečnilo RAW.
Do roku 2024 bylo možné sledovat wrestling na sportovním kanále Strike TV, který spadal pod stanici Telly, vysílal se zde každou středu živě show RAW od 20:00 a každý pátek show SmackDown, také ve 20:00. Pořady se následně uváděli i v repríze. Kanál následně uváděl i některé dokumenty o wrestlingu.